# As If Tomorrow Will Never Come
As If Tomorrow Will Never Come, skriven av Thomas G:son, var det bidrag som den brittiska pop- och rockgruppen "Katrina & The Nameless" framförde i den svenska Melodifestivalen 2005. Bidraget slutade på tredje plats vid deltävlingen i Växjö den 5 mars 2005, och gick till andra chansen dagen därpå, där bidraget slutade på sjätte plats och slogs ut.